# The Tyrant Falls in Love
Koisuru Bokun (яп. 恋する暴君 кой суру бокун, «Тиран, который влюбился») — яойная манга Хинако Таканаги, являющаяся продолжением Challengers (яп. チャレンジャーズ) про брата главного героя, Тацуми-старшего. В апреле 2010 года появилась информация о создании по мотивам манги одноимённого аниме.

## Сюжет
Согласно сюжету Challengers, студент Тэцухиро Моринага давно и безнадёжно влюблён в своего семпая Соити Тацуми. Хотя Соити требовательный, грубый, тяжёлый в общении человек и яростный гомофоб, которого Моринага поначалу по ошибке принял за сдержанного и спокойного человека. Тацуми резко осуждает младшего брата Томоэ (главного героя Challengers) за привязанность к мужчине, (Курокаве). Моринага признается ему в симпатии. Он получает отказ и подумывает о переходе в другой университет, но Соити уговаривает его остаться на правах друга.
The Tyrant Falls in Love начинается с того, что Томоэ Тацуми, брат Соити, сбегает со своим любовником в Америку после легализации однополых браков в Калифорнии.
Как раз в это время Моринага с другом барменом разговаривает по поводу этой проблемы. Тут бармен делает ему сюрприз, подарив сильнейший афродизиак. Соити от расстройства напивается. Когда Моринага по приказу своего семпая идёт за 4 партией выпивки, тот находит «заначку», то есть афродизиак… И после домогательств проводит ночь с Моринагой. Дальнейший сюжет манги посвящён развитию отношений этих героев.

## Персонажи
- Тэцухиро Моринага (яп. 森永哲博 Моринага Тэцухиро) — студент сельскохозяйственного университета, на протяжении пяти лет безнадежно влюблен в своего сэмпая Соити Тацуми. Моринага имеет тяжёлые отношения с родителями из-за того, что он гей. В одном из эпизодов манги по этому поводу он даже заплакал.
- Соити Тацуми (яп. 巽 宗一 Тацуми Соити) — доктор агрономии, обладатель крайне тяжёлого характера. Он вспыльчив, эгоистичен, нетерпелив, абсолютно бесцеремонен и отчаянно гомофобен. Ведёт себя как тиран и деспот: грубит, курит, пинает Моринагу и раздаёт ему затрещины по любому поводу и без.